# Mistrzostwa Świata w Łyżwiarstwie Szybkim w Wieloboju 1893
1. mistrzostwa świata w łyżwiarstwie szybkim w wieloboju odbyły się w dniach 13–14 stycznia 1893 roku w Amsterdamie, na naturalnym lodowisku ulokowanym na placu Museumplein. Zawody zostały zorganizowane pod egidą założonej rok wcześniej Międzynarodowej Unii Łyżwiarskiej (ISU). Mistrzostwa rozgrywane w latach 1889, 1890 i 1891 uznaje się za nieoficjalne. W 1892 zawody zostały odwołane z powodu zbyt wysokiej temperatury. W zawodach wzięli udział tylko mężczyźni. Zawodnicy startowali na czterech dystansach: 500 m, 1500 m, 5000 m, 10000m. Na dystansie 500 i 1500 m rozegrano kwalifikacje, a także finał, do którego awansowało 4 najlepszych zawodników z kwalifikacji. Mistrzem zostawał zawodnik, który wygrywał trzy z czterech dystansów. Tytuł pierwszego mistrza świata wywalczył Holender Jaap Eden. Srebrnych i brązowych medali nie przyznawano. Miejsca pozostałych zawodników są nieoficjalne.

## Uczestnicy
W zawodach wzięło udział 17 łyżwiarzy z 4 krajów. Sklasyfikowanych zostało 8.
| Państwa biorące udział w mistrzostwach | Państwa biorące udział w mistrzostwach | Państwa biorące udział w mistrzostwach | Państwa biorące udział w mistrzostwach |
| -------------------------------------- | -------------------------------------- | -------------------------------------- | -------------------------------------- |
| Cesarstwo Niemieckie                   | Holandia                               | Norwegia                               | Szwecja                                |

## Wyniki
- DNF – nie ukończył, DNS – nie wystartował, f – wywrócił się

| Pozycja | Zawodnik              | Kraj                 | 1500 m kwalifikacje | 1500 m finał | 5000 m        | 500 m kwalifikacje | 500 m finał | 10000 m         |
| ------- | --------------------- | -------------------- | ------------------- | ------------ | ------------- | ------------------ | ----------- | --------------- |
| 01 !    | Jaap Eden             | Holandia             | 2:49.2 (1.)         | 2:48.2 (1.)  | 9:59.0 (1.)   | 51.2 (2.)          | 51.2 (1.)   | DNF             |
| (2.)    | Rudolf Ericson        | Szwecja              | 2:54.0 (4.)         | 2:59.2 (3.)  | 10:36.8 (3.)  | 52.2 (4.)          | 52.2 (4.)   | 21:13.0 (2.)    |
| (3.)    | Filip Petersen        | Norwegia             | 2:58.2 (7.)         | 9:59.9 !     | 10:31.4 (2.)  | 54.0 (7.)          | 9:59.9 !    | 21:23.4 (3.)    |
| (4.)    | Julius von Salzen     | Cesarstwo Niemieckie | 2:58.0 (5.)         | 9:59.9 !     | 11:15.0 (5.)  | 53.2 (5.)          | 9:59.9 !    | 22:23.4 (4.)    |
| (5.)    | M. Cartier van Dissel | Holandia             | 3:18.0 (9.)         | 9:59.9 !     | 11:24.4 (6.)  | 59.6 (11.)         | 9:59.9 !    | 23:04.0 (5.)    |
| (6.)    | Wim de Boer           | Holandia             | 3:21.0 (11.)        | 9:59.9 !     | 11:38.2 (8.)  | 59.0 (10.)         | 9:59.9 !    | 23:39.2 (6.)    |
| (7.)    | J. Vervoort           | Holandia             | 3:28.4 (12.)        | 9:59.9 !     | 11:57.6 (10.) | 1:01.0 (13.)       | 9:59.9 !    | 23:57.0 (9.)    |
| (8.)    | W. Gronert            | Holandia             | 3:38.4 (15.)        | 9:59.9 !     | 11:52.0 (9.)  | 1:01.2 (14.)       | 9:59.9 !    | 23:45.0 (7.)    |
| DNF     | Nomen Nescio          | Holandia             | 9:59.9 !            | 9:59.9 !     | 9:59.9 !      | 1:00.6 (12.)       | 9:59.9 !    | DNF             |
| DNS     | Einar Halvorsen       | Norwegia             | 2:52.6 (3.)         | 3:01.4 (4.)  | 10:43.0 (4.)  | 51.0 (1.)          | 52.0 (2.)   | 59:59.9 !       |
| DNF     | Oskar Fredriksen      | Norwegia             | 2:49.2 (1.)         | 2:55.0 (2.)  | DNF           | 52.0 (3.)          | 52.0 (3.)   | 20:21.4 (1.) WR |
| DNF     | Bernhard Bruzelius    | Szwecja              | 2:58.0 (5.)         | 9:59.9 !     | DNF           | 55.0 (8.)          | 9:59.9 !    | 59:59.9 !       |
| DNS     | Dirk de Koe           | Holandia             | 3:28.4 (12.)        | 9:59.9 !     | 11:31.0 (7.)  | 9:59.9 !           | 9:59.9 !    | 59:59.9 !       |
| DNS     | J. Schoenmaker        | Holandia             | 3:31.4f (14.)       | 9:59.9 !     | 12:06.1 (11.) | 9:59.9 !           | 9:59.9 !    | 59:59.9 !       |
| DNS     | R. Damsté             | Holandia             | 3:40.4 (16.)        | 9:59.9 !     | 12:54.0 (12.) | 9:59.9 !           | 9:59.9 !    | 59:59.9 !       |
| DNS     | Albert van Wely       | Holandia             | 3:09.8 (8.)         | 9:59.9 !     | 9:59.9 !      | 53.8 (6.)          | 9:59.9 !    | 23:52.0 (8.)    |
| DNS     | Hector van Sminia     | Holandia             | 3:18.6 (10.)        | 9:59.9 !     | 9:59.9 !      | 58.0 (9.)          | 9:59.9 !    | 25:00.0 (10.)   |